# Институт леса имени В. Н. Сукачёва СО РАН

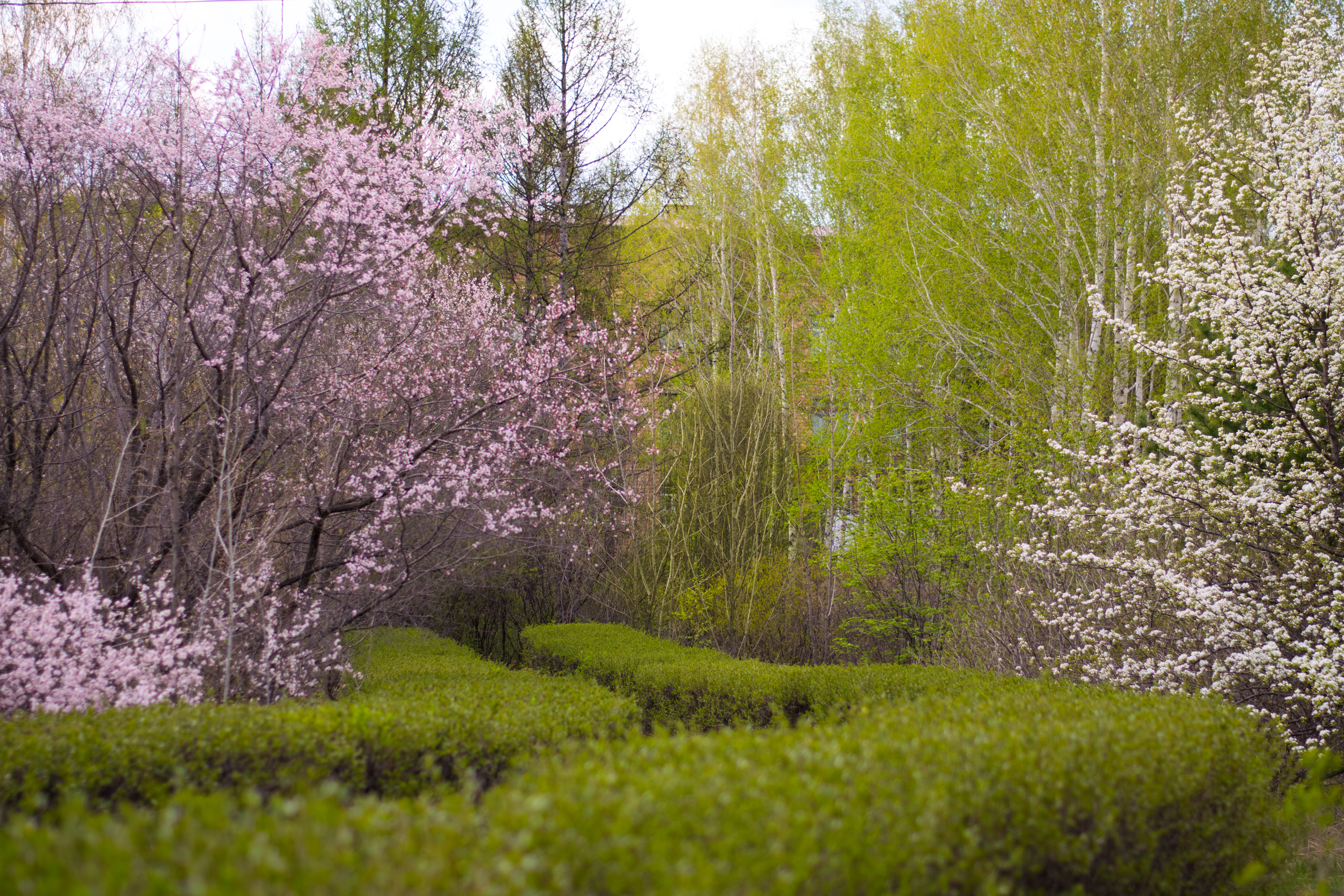
Дендрарий института

Институ́т ле́са и́мени В. Н. Сукачёва Сиби́рского отделе́ния Росси́йской акаде́мии нау́к — один из научно-исследовательских институтов Красноярского научного центра Сибирского отделения Российской академии наук. Расположен в Красноярске.

## Общие сведения
Институт леса СО РАН стал первым в стране академическим учреждением лесного профиля. Основные научные направления: биосферная роль, экологические функции и биоразнообразие лесных экосистем; мониторинг состояния, рациональное использование и воспроизводство лесных ресурсов Сибири. Здесь сложилось несколько крупных научных школ: таёжного лесоводства и продуктивности лесов, мерзлотного лесоведения, таксации и лесопользования, морфологии леса, картографии, использования аэрокосмической информации, лесной генетики и селекции, пирологии, зоологии, микробиологии, физиологии и биохимии древесных растений, дендрохронологии и дендроклиматологии и др. Гербарий Института леса насчитывает более 20 тыс. листов. Создание института положило начало фундаментальным исследованиям сибирского кедра (Сосна сибирская кедровая).

## История
Институт был создан в Москве в 1944 году по инициативе российского биолога, Героя Социалистического Труда академика Владимира Николаевича Сукачёва, чьё имя было присвоено институту в 1967 году. В 1947 году стал членом Международного союза лесных исследовательских организаций (IUFRO).
В 1959 году институт был перебазирован в  Красноярск и включён в состав Сибирского отделения Академии наук СССР под названием Институт леса и древесины. Для размещения института было выделено четырёхэтажное здание на улице Сталина (проспект Мира). Для экспериментальной базы была выделена территория в Погорельском бору.
В 1989 году пожаром была уничтожена часть архива.
С 1991 года институт входит в Международную ассоциацию исследователей бореальных лесов.

## Директора
- 1944—1959 — В. Н. Сукачёв, академик
- 1959—1977 — А. Б. Жуков, академик
- 1977—1988 — А. С. Исаев, академик
- 1988—1994 — Е. С. Петренко, кандидат биологических наук
- 1994—2006 — Е. А. Ваганов, академик
- С 2007 года — А. А. Онучин, доктор биологических наук

## Структура
В институте 4 отдела, 10 лабораторий, 11 стационаров, дендрарий и филиал в городе Новосибирске:
- Сибирский международный Центр экологических исследований бореальных лесов
- Отдел лесоводства
  - Лаборатория лесоведения
  - Лаборатория лесной генетики и селекции
  - Лаборатория таксации и лесопользования
  - Лаборатория лесной фитоценологии
  - Лаборатория лесных культур
  - Лаборатория техногенных лесных систем
  - Лаборатория лесного почвоведения
- Отдел экологии и мониторинга леса
  - Лаборатория мониторинга леса
  - Лаборатория лесной пирологии
  - Лаборатория лесной зоологии
  - Лаборатория геоинформационных систем
- Отдел дендроэкологии (Заведующий отделом — д.б.н., профессор, академик РАН Ваганов, Евгений Александрович)
  - Лаборатория структуры древесных колец
  - Лаборатория биогеохимических циклов в лесных экосистемах
- Отдел физико-химической биологии и биотехнологии древесных растений
- Западно-Сибирский филиал (Новосибирск)

## Сотрудники института
В институте работают 160 научных сотрудников, в том числе 40 докторов и 90 кандидатов наук (три заслуженных деятеля науки Российской Федерации и четыре заслуженных лесовода Российской Федерации). В аспирантуре обучается более 60 человек[уточнить].
Известные сотрудники:
- Дубинин, Николай Петрович
- Пьявченко, Николай Иванович
- Сукачёв, Владимир Николаевич
- Швиденко, Анатолий Зиновьевич

## Дирекция
- Директор — Онучин Александр Александрович, доктор биологических наук
- Заместители директора по научной работе[4]
  - д.х.н. Павлов Игорь Николаевич
  - д.б.н., Пименов Александр Владимирович